# تیلاپیای باله‌بلند
تیلاپیای باله‌بلند (نام علمی: Oreochromis macrochir) نام یک گونه از سرده زرماهی‌ها است. این ماهی گونه‌ای از سیکلید و بومی حوضه زامبزی، دریاچه مورو و دریاچه بانگوِئولو است. درازای این گونه حداکثر ۴۳ سانتی‌متر است. در آب‌های شیرین و در عمق ۵ تا ۱۴ متر و در آب و هوای گرمسیری با دمای متوسط بین ۱۸ تا ۳۵ درجه سانتی‌گراد زندگی می‌کند.
از آن برای پر کردن حوضچه‌ها و سدها در سایر مناطق جنوب آفریقا بسیار استفاده شده‌است، اما در جاهای دیگر کمتر مورد استفاده قرار می‌گیرد. در دریاچه مورو از نظر اقتصادی مهمترین ماهی است.
این ماهی در سال ۱۹۵۴ به دریاچه آلائوترا در ماداگاسکار وارد و به سرعت تکثیر شد. در سال ۱۹۵۷، این گونه از ماهی ۴۶ درصد از صید آن دریاچه را تأمین کرد. علت این امر شاید گیاه‌خوار بودن این ماهی و بستر مناسب برای این نوع تغذیه در این دریاچه باشد.